# São José de Princesa
São José de Princesa es un municipio brasileño del estado de la Paraíba. Se localiza a una latitud 07º44'18" sur y a una longitud 38º05'39" oeste, a una altitud de 720 metros. Su población estimada en 2009 era de 4.756 habitantes. Posee un área de 158 km².

## Geografía
El municipio está incluido en el área geográfica de cobertura del semiárido brasilero, definida por el Ministerio de la Integración Nacional en 2005. Esta delimitación tiene como criterios el índice pluviométrico, el índice de aridez y el riesgo de sequía.